# NGC 4714
NGC 4714 est une galaxie lenticulaire située dans la constellation du Corbeau. Sa vitesse par rapport au fond diffus cosmologique est de 4 616 ± 32 km/s, ce qui correspond à une distance de Hubble de 68,1 ± 4,8 Mpc (∼222 millions d'al). NGC 4714 a été découverte par l'astronome germano-britannique William Herschel en 1786.